# Liang Zhenxia
Liang Zhenxia és una esportista xinesa que va competir en judo, guanyadora d'una medalla de bronze al Campionat Asiàtic de Judo de 2000 en la categoria de –70 kg.

## Palmarès internacional
| Campionat Asiàtic | Campionat Asiàtic | Campionat Asiàtic | Campionat Asiàtic |
| Any               | Lloc              | Medalla           | Categoria         |
| ----------------- | ----------------- | ----------------- | ----------------- |
| 2000              | Osaka ( Japó)     | 3                 | –70 kg            |